# Presidentschap
Het presidentschap is de uitvoerende macht en de gezamenlijke bestuurlijke en overheidsentiteit dat zich rond het ambt van een president van een land of staat bevindt.
Het presidentschap is bijvoorbeeld de uitvoerende macht in een republiek met een presidentieel systeem van de regering en wordt gepersonifieerd door een enkele gekozen man of vrouw die het ambt van president houdt. In de praktijk bestaat het uit een veel groter collectief van mensen, zoals de chef-staf, adviseurs en andere personeel.
De term wordt soms ook gebruikt om de tijdsperiode aan te geven waarin een bepaalde president aan het bewind is of is geweest. Binnen Brits-Indië werd presidentschap (presidency) gebruikt als benaming voor een bestuursgebied dat onder leiding stond van een gouverneur.